# 留置
留置（りゅうち、とめおき）とは、
- （りゅうち）警察が、被疑者の逃走や証拠湮滅を防ぐために警察署内に収容すること。本稿で解説。
- （りゅうち）営業中でない鉄道車両などを留め置くこと。その留め置くための場所を留置線という。
- （りゅうち）カテーテルや点滴ラインなどの医療器具を体に挿入したまま固定しておくこと。
- （りゅうち、とめおき）学校において同じ学年に留め置く措置で、原級留置という。
- 留置 (郵便)（とめおき）：郵便物などを配達せず、集配拠点に一時留め置くこと。

留置（りゅうち）とは、警察が、被疑者の逃走や証拠湮滅を防ぐために警察署内に収容することを指す。海上保安官等の特別司法警察職員による身柄拘束も留置という。
通常で2泊3日、長くても21泊22日が限界で、それ以上の取調べが必要な場合は、起訴し、法務省所管の刑事施設に身柄を移さなければならない。
ただし、刑事施設が定員を超過している場合や、警察が能率を優先させた場合などに、被留置者を刑事施設に移送せず、警察署内の留置施設に留め置かれる場合もある。これを代用刑事施設と呼び、司法機関ではなく警察官の監督下に置かれることから、自白の強要や冤罪を生みやすいと問題視する意見もある。